# Дунаев, Фёдор Николаевич
Фёдор Николаевич Дунаев (25 марта 1920 года—26 мая 1983 года) — советский учёный и педагог в области экспериментальной физики, организатор науки, доктор физико-математических наук (1972), профессор (1972). Участник Великой Отечественной войны.

## Биография
Родился 6 марта 1920 года в Первоуральске.
С 1938 по 1941 и с 1944 по 1948 годы проходил обучение на физико-математическом факультете Уральского государственного университета.
С 1941 года призван в ряды Красной армии, с 1941 по 1945 годы участник Великой Отечественной войны в составе 325-го гвардейского артиллерийского полка 119-го гвардейской стрелковой дивизии 10-й гвардейской армии, в звании старший лейтенант и в должности начальника штаба 2-го дивизиона. Воевал на Сталинградском и 2-м Прибалтийском фронте. В 1942 году получил ранение в боях под Сталинградом, в 1944 году получил тяжёлое ранение и после лечения в военном госпитале был демобилизован из рядов Красной армии. За участие в войне и проявленные при этом мужество и героизм был награждён орденами Отечественной войны и Красной Звезды.
С 1948 по 1952 годы обучался в аспирантуре на физико-математическом факультете Уральского государственного университета, своим учителем считал профессора Я. Ш. Шура. С 1952 года начал заниматься педагогической деятельностью на физическом факультете Уральского государственного университета: с 1952 по 1957 годы работал — ассистентом, старшим преподавателем и доцентом. С 1957 по 1966 годы — заведующий кафедрой экспериментальной физики, с 1967 по 1983 годы, в течение шестнадцати лет, Ф. Н. Дунаев был руководителем кафедры физики магнитных явлений.
В 1952 году Ф. Н. Дунаев защитил диссертацию на соискание учёной степени — кандидата физико-математических наук по теме: «Исследование магнитной текстуры, возникающей в магнитно-мягких ферромагнетиках при высокой температуре под воздействием односторонних напряжений», в 1971 году — доктора физико-математических наук по теме: «Магнитная текстура и процессы намагничивания многоосных ферромагнетиков». В 1972 году Ф. Н. Дунаеву было присвоено учёное звание — профессора.
Основная научно-исследовательская деятельность Ф. Н. Дунаева была связана с вопросами в области установления роли магнитной текстуры в формировании электромагнитных и магнитных свойств многоосных ферромагнетиков. Под руководством и при непосредственном участии Ф. Н. Дунаева проводились исследования в области электротехнических магнитомягких материалов, благодаря чему был найден механизм потерь энергии при перемагничивании магнетиков и были предложены новые решения обработки магнитных материалов.
Скончался 26 мая 1983 года в Свердловске. Похоронен на Восточном кладбище.

## Основные труды
Основной источник:
- Исследование магнитной текстуры, возникающей в магнитно-мягких ферромагнетиках при высокой температуре под воздействием односторонних напряжений / Уральский гос. ун-т им. А. М. Горького. — Свердловск, 1952.
- Физика магнитных явлений / МВ и ССО РСФСР. Уральский гос. ун-т им. А. М. Горького; Ред. коллегия: Ф. Н. Дунаев и др. — Свердловск, 1964. — 174 с.
- Магнитные, магнитомеханические и электрические свойства ферромагнетиков / Отв. ред. проф. Ф. Н. Дунаев; МВ и ССО РСФСР. Уральск. гос. ун-т им. А. М. Горького. — Свердловск, 1975. — 105 с.
- Магнитная текстура и процессы намагничивания ферромагнетиков. — Свердловск: УрГУ, 1978. — 109 с.
- Процессы перемагничивания ферромагнетиков. — Свердловск: УрГУ, 1979. — 89 с.

## Награды
- Орден Отечественной войны I степени (02.10.1944)
- Орден Красной Звезды (23.05.1944)
- Медаль «За победу над Германией в Великой Отечественной войне 1941—1945 гг.»